# Chororapithecus abyssinicus
Chororapithecus abyssinicus Suwa et al., 2007 è un ominide estinto, vissuto dai 10 ai 10,5 milioni di anni fa, durante il Miocene. Si ritiene che sia la più antica specie conosciuta di gorilla. 

La specie indica che gli ultimi progenitori comuni di uomo, scimpanzé e gorilla potrebbero essere vissuti circa 10-11 milioni di anni fa, ovvero almeno 2 milioni di anni prima di quanto si credesse in precedenza. 

L'unica prova della sua esistenza sono nove denti fossili appartenuti ad almeno tre diversi individui, scoperti nella formazione Chorora che corre lungo la parte meridionale del triangolo di Afar in Etiopia (lo stesso luogo in cui furono trovati i resti di Lucy nel 1974).
L'analisi di otto molari (due dei quali frammentari) e di un canino mostrano che la struttura è parzialmente simile a quella degli odierni gorilla.. Il piccolo campione, inoltre, mostra una sostanziale varietà di dimensioni, che spazia dal minimo al massimo delle varie specie di gorilla esistenti, indicando una specie di gorilla che si cibava soprattutto di piante ad alto fusto e che era probabilmente "progenitrice diretta" dei gorilla che attualmente abitano l'Africa. Nonostante questo, l'idea che i reperti siano i resti di antichi Hominini non è stata totalmente scartata.

## Precedenti ricerche
I precedenti tentativi di trovare fossili dei progenitori delle scimmie in Africa, risalenti dai 12 agli 8 milioni di anni fa, erano stati sempre fallimentari. Questa mancanza portò all'ipotesi che le scimmie non fossero presenti in Africa in quel periodo, e che avessero poi ricolonizzato l'Africa partendo dall'Asia, dove si trovava ampia abbondanza di reperti di quel periodo. Le analisi molecolari del fatto che uomini e gorilla si fossero geneticamente divisi attorno agli 8 milioni di anni fa erano concordanti con quest'idea, secondo cui ci sarebbe stata una radiazione adattativa a partire da singole specie giunte in Africa.
Le ricerche precedenti al ritrovamento di questa specie indicano che l'evoluzione diversificata di uomini e gorilla avvenne attorno agli 8 milioni di anni fa. Secondo i nuovi fossili, invece, la divisione sarebbe avvenuta attorno ai 10,5 milioni di anni fa. Si pensa che gli uomini abbiano avuto un parente comune con gli scimpanzé attorno ai 4/7 milioni di anni fa.

## Possibili implicazioni
"In base a questi fossili, la divisione è di molto precedente a quanto dimostrato dalle prove molecolari. Questo significa che deve essere retrodatata", ha affermato Berhane Asfaw, un ricercatore della Rift Valley Research Service in Etiopia. Faceva riferimento alla calibrazione dell'orologio molecolare, il tasso medio di fissazione delle mutazioni neutrali degli antenati di uomini e scimmie che abitarono in questo ambiente 10 milioni di anni fa. La separazione uomo-gorilla potrebbe essere avvenuta solo 10 milioni di anni fa se le mutazioni fossero avvenute cinque volte più lentamente di quanto si credeva.

## Altre opinioni di esperti
Nonostante i ritrovamenti, altri ricercatori non sono convinti della correttezza delle conclusioni. Nonostante i denti siano molto simili a quelli degli odierni gorilla, potrebbero essersi modellati grazie all'evoluzione parallela di specie geneticamente diverse che consumavano cibo simile. "Queste strutture sembrano appartenere ad almeno tre diverse linee evolutive delle scimmie, tra cui i gorilla, e potrebbero essere legate ad un cambiamento della dieta, piuttosto che ad un nuovo tratto genetico", ha detto il professor Peter Andrews del Museo di storia naturale di Londra, che ha anche aggiunto "ma le prove fossili dell'evoluzione dei nostri parenti più prossimi viventi, le grandi scimmie, sono quasi inesistenti".
Anche il paleoantropologo Jay Kelley dell'università dell'Illinois a Chicago è scettico e sostiene che serva ulteriore lavoro per poter dimostrare dove questa specie si inserisca all'interno dell'evoluzione degli ominidi; afferma inoltre di essere "molto cauto" nel riallineare le date di divergenza tra le varie specie basandosi su questi fossili..